# Selena Gomez and the Scene
Selena Gomez & the Scene est un groupe pop américain composé d'Ethan Roberts, Dane Forrest, Greg Garman, Drew Taubenfeld, Joey Clement et de Selena Gomez. Ils sont connus grâce aux albums Kiss and Tell, A Year Without Rain et When the Sun Goes Down. En mars 2012, il est annoncé officiellement que le groupe a vendu plus de 2 300 000 d'albums dans le monde en moins de 3 ans et demi.[réf. souhaitée]

## Biographie

### Débuts- 2008-Kiss and Tell
Lors d'une entrevue avec Jocelyn Vena, de MTV en août 2008, Selena Gomez parle de l'avenir de sa carrière musicale : « Je ne veux pas être une artiste en solo, je veux être dans un groupe... Je veux que mon nom soit attaché à un autre. Je veux chanter... » Selena Gomez annonce ensuite sur Twitter que le groupe serait appelé The Scene. Il s'agit d'un «jab ironique" car les gens appellent la chanteuse "wannabe scène." Selena déclare aussi que le nom du groupe, qui était à l'origine destiné à être juste the Scene, est devenu Selena Gomez and the Scene en raison de complications avec Hollywood Records.
Kiss and Tell est l'album de la bande qui fait ses débuts en studio et est publié le 20 septembre 2009 par Hollywood Records. Selena Gomez travaille alors avec plusieurs auteurs et producteurs dont Gina Schock de la Go-Go's. Musicalement, l'album a une combinaison de styles différents, rock en bonne place, et des éléments de danse (pas dans la citation donnée). L'album débute au numéro 9 sur le Billboard 200. Le 5 mars 2010, l'album est certifié or par la RIAA pour ses 500 000 ventes aux États-Unis. Ensuite Gomez confirme qu'elle coécrit une chanson sur l'album intitulé "I Won't Apologize". Le premier single "Falling Down" sort le 21 août 2009. La vidéo de la musique, créée après la première mondiale du téléfilm Les Sorciers de Waverly Place, le film dans laquelle Selena Gomez fait partie de la distribution, sort le 28 août 2009. Il atteint le numéro 82 sur le US Billboard Hot 100 et le numéro 69 sur le Canadian Hot 100. Le deuxième single de l'album, « Naturally » est publié le 11 décembre 2009 ainsi qu'une vidéo de musique pour le téléchargement numérique. Le clip est tourné le 14 novembre 2009. Le groupe part ensuite en tournée avec leurs House of Blues Tour et Kiss and Tell Tour. Une tournée européenne, intitulée Promo Tour, promeut l'album à l'étranger. Leur single "Falling Down" est présenté sur Radio Disney Jams, Vol. 12, avec des chansons d'autres artistes populaires. Le 9 mars 2010 sort leur album EP Naturally.

### 2010-2011:A Year Without RainetWhen the Sun Goes Down
En 2010 sort leur deuxième album, intitulé A Year Without Rain Le premier single de cet album, "Round and Round", est lancé le 18 juin 2010. Le clip de la musique, filmé à Budapest, sort huit cents jours plus tard. Le single est publié le 22 juin 2010. Le 13 juillet, Selena Gomez and the Scene ont coécrit la chanson "Live Like There's No Tomorrow". Elle sort comme un single le 13 juillet 2010 et comme BO du film Ramona et Beezus (Ramona and Beezus), interprété par leur leader, Selena Gomez, qui fait d'ailleurs partie de la distribution de Ramona et Beezus. La chanson est également une piste de l'album « A Year Without Rain ».

La chanson "A Year Without Rain" sort en tant que deuxième single de l'album, le clip sort le 3 septembre 2010.

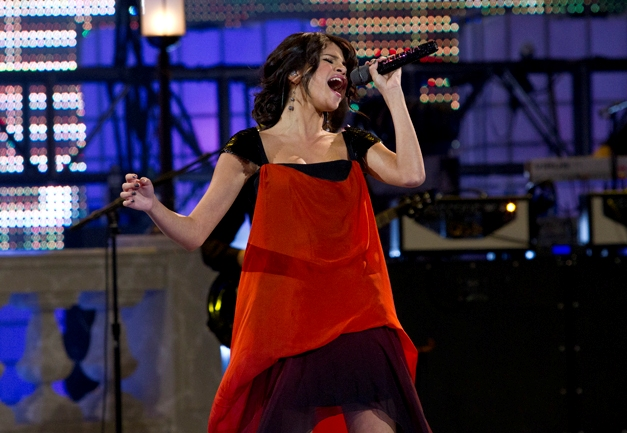
Selena Gomez en train de chanter le single Who Says aux MuchMusic Video Awards le 19 juin 2011.

Le 15 février 2011, le groupe déclare qu'il prépare un troisième album studio. Fin février 2011, Selena Gomez déclare qu'elle est actuellement en tournage du clip de son prochain single. Le 4 mars 2011, alors qu'elle est invitée à l'émission de radio de Ryan Secreast, elle révèle le titre de son prochain single baptisé Who Says. Mais le clip et le single ne sortent que le 14 mars 2011. Début mai 2011, Selena révèle sur son Facebook officiel que son troisième album s'intitule Otherside et qu'il sortira le 28 juin 2011. Sur cet opus, le groupe a collaboré avec des artistes tels que Britney Spears, Rock Mafia, Pixie Lott et une nouvelle fois, Katy Perry. Le 18 mai 2011, Selena dévoile la pochette du troisième album qui s'intitule finalement When the Sun Goes Down. Elle a tourné le clip de Love You Like A Love Song qui sort le 21 juin 2011. Deux autres singles sortent en juin 2011 comme "compte à rebours" avant la sortie de l'album ; Bang Bang Bang, le 7 juin 2011, et Dices (version espagnole de Who Says) qui sort le 14 juin 2011.
Le 7 novembre 2011, Selena Gomez publie la lyric video officielle de Hit the Lights, et cinq teasers pour le clip de Hit the Lights qui sort le 16 novembre 2011.

Le 19 avril 2012, sur la chaîne SelenaGomezVEVO une 2e version du clip "Hit The Light" est mise en ligne.

### 2012-2013: Séparation du groupe
Selena Gomez annonce, après la fin de la tournée We Own the Night Tour, que le groupe se sépare pour une durée indéterminée. Selena veut se concentrer sur le cinéma. En mars 2012, elle annonce qu'elle encourage les membres du groupe à travailler avec d'autres artistes le temps de leur séparation.
Le 8 mai 2012, Glee reprend la chanson Love You Like A Love Song dans l'épisode 19 de la saison 3, cette version est interprétée par Naya Rivera.
Le groupe est régulièrement accusé, d'utiliser Autotune[réf. nécessaire]
En juin 2012, Selena annonce que d'ici fin 2012, elle travaillerait sur son premier album solo Stars Dance.

## Membres

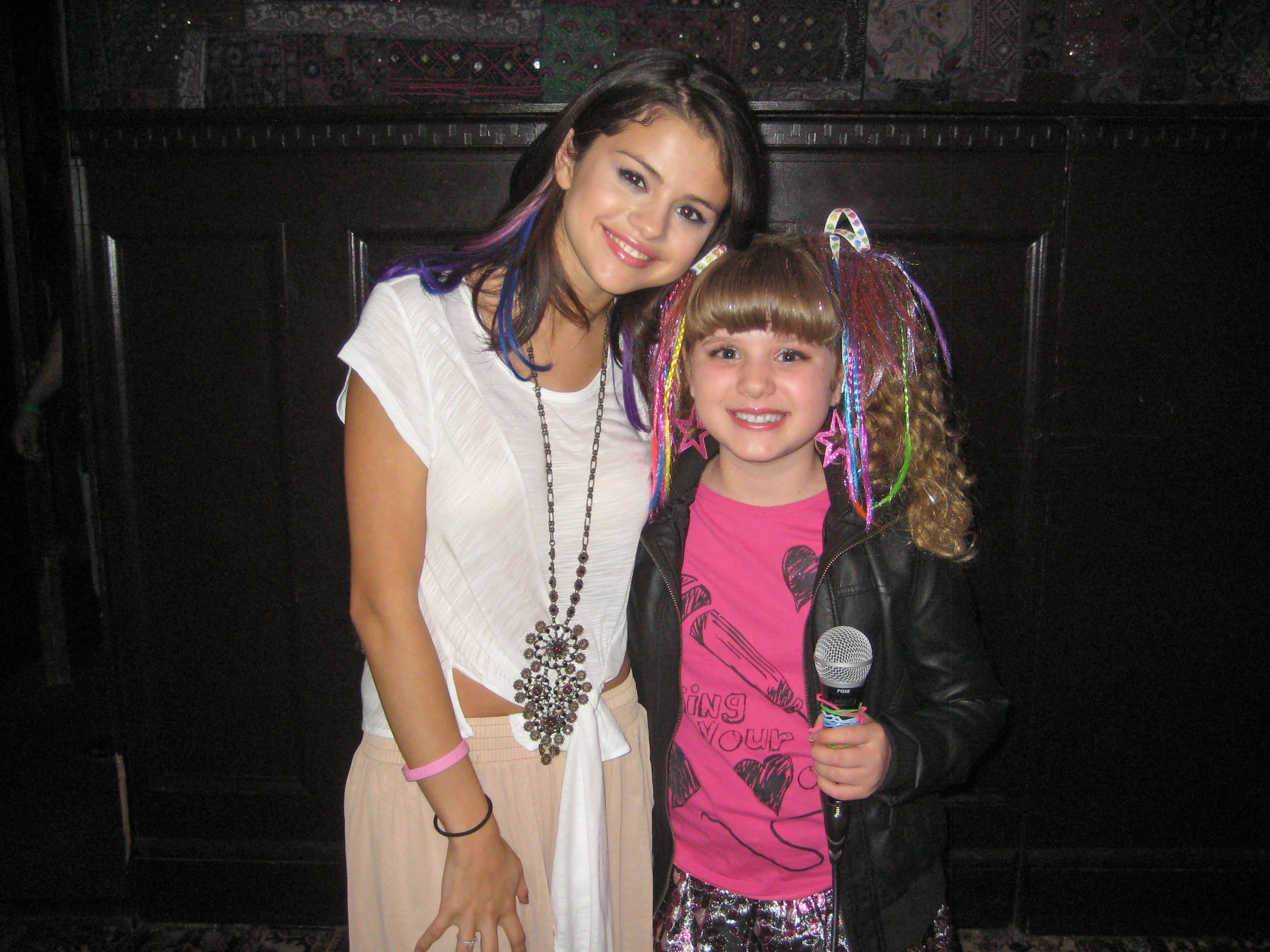
Selena gomez et une de ses fans

- Membres de la bande courante
- Selena Gomez - Chant
- Greg Garman - Batterie
- Joey Clement - Basse, chœurs
- Drew Taubenfeld - Guitare, chant
- Dave Forrest - Claviers, Chœurs
- Ethan Roberts - Guitare, chant

- Chœurs

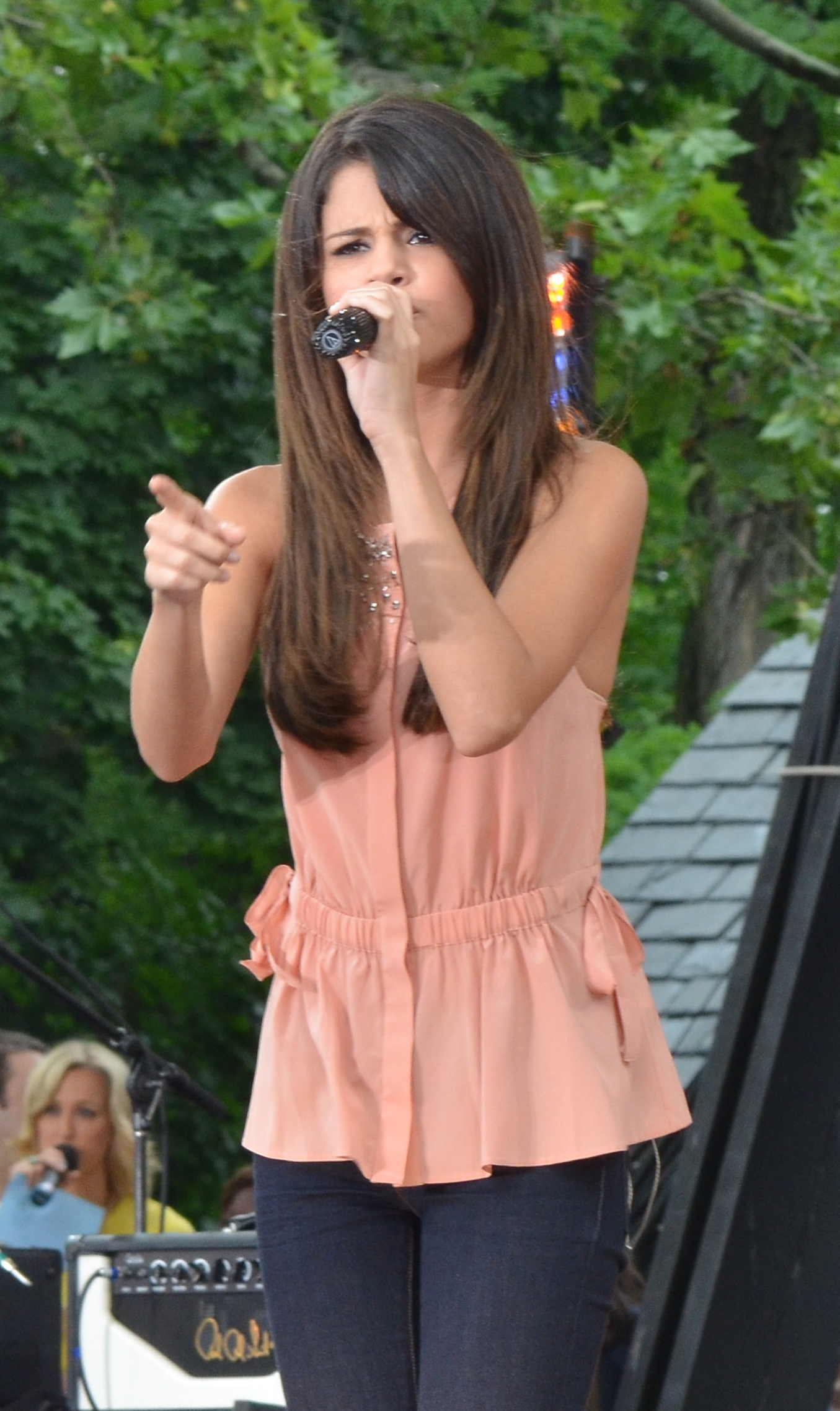
Selena Gomez à New York chantant Love You Like A Love Song lors du Good Morning America le 17 juin 2011.

- Katelyn Clampett - ChœursSelena gomez et une de ses fans
- Lindsey Harper - Chœurs

- Anciens membres
- Nick Foxer - Claviers, chœurs

## Discographie

### Albums
- 2009 : Kiss & Tell
- 2010 : A Year Without Rain
- 2011 : When the Sun Goes Down

### Singles

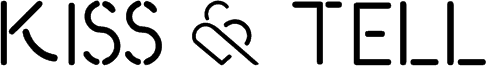
1er album du groupe.

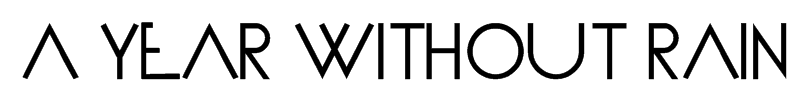
2e album du groupe.

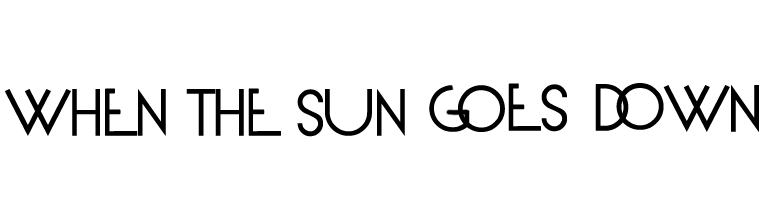
3e album du groupe.

- 2009 : Falling Down
- 2009 : Naturally

- 2010 : Round & Round
- 2010 : A Year Without Rain

- 2011 : Who Says
- 2011 : Love You Like A Love Song
- 2011 : Hit the Lights

### Tournée(s)
- 2009-2010: Selena Gomez and the Scene: Live in Concert
- 2010-2011: A Year Without Rain Tour
- 2011-2012: We Own the Night Tour

### Reprise
- Love You Like A Song (Glee, saison 3 épisode 19 : "Prom-asaurus")

## Récompenses et nominations
- 2010 : MTV Europe Music Awards : Meilleur artiste MTV Pulse.

### Récompenses
- 2009 : Kids' Choice Awards : Chanteuse préférée (remporté par Selena Gomez)
- 2010 : Teen Choice Awards : Meilleure groupe révélation (remporté par groupe)
- 2010 : Kids' Choice Awards : Chanteuse préférée (remporté par Selena Gomez)
- 2011 : Teen Choice Awards : Meilleure single - Who Says (remporté par Selena Gomez)
- 2011 : Teen Choice Awards : Meilleure chanson d'amour - Love You Like A Love Song (remporté par Selena Gomez)
- 2011 : Teen Choice Awards : Meilleure groupe  (remporté par le groupe)
- 2011 : Kids' Choice Awards : Chanteuse préférée (remporté par Selena Gomez)
- 2012 : Kids' Choice Awards : Chanteuse préférée (remporté par Selena Gomez)
- 2012 : Teen Choice Awards : Meilleure groupe (remporté par le groupe)
- 2013 : Kids' Choice Awards : Chanteuse préférée (remporté par Selena Gomez)